# 太陽魚科
太陽魚科（学名：Centrarchidae）又稱日鱸科，為輻鰭魚綱日鲈目日鲈亚目的一個科，传统上则被归类为鱸形目鱸亞目，描述分布在北美的一种淡水鱼。这个科的34个种中，北美人比较熟悉的有岩鈍鱸（Ambloplites rupestris）、大口黑鱸（Micropterus salmoides）、藍鰓太陽魚（Lepomis macrochirus）、駝背太陽魚（Lepomis gibbosus）以及黑白莓鲈（Pomoxis）。这些都是产地仅在北美的。
此科的成员透过至少有三个肛棘来区别出来。背刺数目为5-13，但大多数品种有10-12个。伪鳃小而隐蔽。大部分的尺寸范围是20厘米（7.9英寸）到30厘米（12英寸）。然而，一些更小的，黑纹间带翁仅有8厘米（3.1英寸）长；而据报道，大口黑鲈是在极端的情况下达到近1米（3.3英尺）。
大多数太阳鱼有钓鱼运动的价值，并且已被引进到它们原始活动范围以外的地区，有时成为入侵种。

## 分布
本科魚類原分布於北美洲，現已引進各地。

## 特徵
本科魚類體呈橢圓或紡錘形，側扁，頭和口同時小型或大型，具大型眼。多數種類的上下頷、鋤骨及腭骨等皆具有齒帶，有些種類上具有咽頭齒。背鰭硬棘和軟條間具有缺刻，胸鰭位於體側中央上方，腹鰭位於其下方。

## 化石记录
最早的太阳鱼科化石是来自中新世中期的内布拉斯加州，属于小冠太阳鱼（13.6-16.3万年前）

## 分類

### 内部分类
太陽魚科其下分8個屬，如下：

#### 刺臀魚屬Acantharchus
- 刺臀魚 Acantharchus pomotis

#### 鈍鱸屬Ambloplites
- 陰影鈍鱸 Ambloplites ariommus
- 穴鈍鱸 Ambloplites cavifrons
- 錐星鈍鱸 Ambloplites constellatus
- 岩鈍鱸 Ambloplites rupestris

#### 斷線日鱸屬Archoplites
- 斷線日鱸 Archoplites interruptus

#### 日鱸屬Centrarchus
又稱太陽鱸屬。
- 日鱸 Centrarchus macropterus ：又稱太陽鱸。

#### 九棘日鱸屬Enneacanthus
- 黑帶九棘日鱸 Enneacanthus chaetodon
- 藍點九棘日鱸 Enneacanthus gloriosus
- 暗色九棘日鱸 Enneacanthus obesus

#### 太陽魚屬Lepomis
- 紅胸太陽魚 Lepomis auritus
- 藍太陽魚 Lepomis cyanellus
- 駝背太陽魚 Lepomis gibbosus
- 太陽魚 Lepomis gulosus ：又稱紅眼突鰓太陽魚。
- 橙點太陽魚 Lepomis humilis
- 藍鰓太陽魚 Lepomis macrochirus
- 緣邊太陽魚 Lepomis marginatus
- 長耳太陽魚 Lepomis megalotis
- 小冠太陽魚 Lepomis microlophus
- 小太陽魚 Lepomis miniatus
- 點太陽魚 Lepomis punctatus
- 勻太陽魚 Lepomis symmetricus

#### 黑鱸屬Micropterus
- 卡哈巴河黑鲈 Micropterus cahabae
- 淺灘黑鱸 Micropterus cataractae
- 查特胡奇河黑鲈 Micropterus chattahoochae
- 紅眼黑鱸 Micropterus coosae
- 小口黑鱸 Micropterus dolomieu
- 佛羅里達黑鱸 Micropterus floridanus
- 阿拉巴马黑鲈 Micropterus henshalli
- 南方黑鱸 Micropterus notius ，也称萨旺尼河黑鲈（Suwannee bass）
- 斑點黑鱸 Micropterus punctulatus
- 大口黑鱸 Micropterus salmoides ，又稱似鮭赫羅魚
- 塔拉普萨河黑鲈 Micropterus tallapoosae
- 特氏黑鱸 Micropterus treculii
- 黑武士河黑鲈 Micropterus warriorensis

#### 刺蓋太陽魚屬Pomoxis
- 白刺蓋太陽魚 Pomoxis annularis ：又稱白莓鱸。
- 黑斑刺蓋太陽魚 Pomoxis nigromaculatus ：又稱黑莓鱸。

### 种系发生学
本科在日鲈亚目中的演化关系如下：

|  | 太陽魚科 Centrarchidae   |
|  |                          |
|  | 倭太陽魚科 Elassomatidae |
|  |                          |

|  | 鳜科 Sinipercidae  |
|  |                    |
|  | 姥鱸科 Enoplosidae |
|  |                    |

|  | 太陽魚科 Centrarchidae   |
|  |                          |
|  | 倭太陽魚科 Elassomatidae |
|  |                          |

|  | 鳜科 Sinipercidae  |
|  |                    |
|  | 姥鱸科 Enoplosidae |
|  |                    |

## 生態
棲息在水溫較暖的湖泊或溪流中，雄魚會挖掘巢穴，並護衛卵及幼魚。有領域行為，會攻擊侵入的魚隻；生性兇猛，以甲殼類、魚類等為食。

## 經濟利用
本科魚類多數為食用魚，也是著名的遊釣魚，另外也可當觀賞魚。